# 679-й транспортный авиационный полк
679-й транспортный авиационный полк, он же до 14.03.1942 679-й ночной ближнебомбардировочный авиационный полк — воинское подразделение вооружённых СССР в Великой Отечественной войне. Также может встретиться наименование 679-й лёгкий бомбардировочный авиационный полк.

## История
Сформирован в Красноярске из лётчиков-инструкторов Красноярского, Ачинского и Черногорского аэроклубов как 679-й ночной ближнебомбардировочный авиационный полк, однако практически сразу по поступлении в действующую армию перепрофилирован в транспортный авиаполк.
На вооружении полка состояли самолёты У-2
В составе действующей армии с 10.03.1942 по 13.01.1945.
В основном действовал на кестеньгском направлении Карельского фронта, использовался для транспортировки командного состава, ведения ближней разведки, снабжения как регулярных частей, так и партизан, разведывательных и диверсионных групп. При этом, несмотря на название, вплоть до окончания боевых действий на севере в 1944 году, частично использовался как бомбардировочный полк. Так, весной 1942 года 1-я эскадрилья полка использовалась в боевых действиях в районе Кестеньги, а 2-я осуществляла транспортные перевозки, находясь в распоряжении начальник тылы ВВС Карельсконго фронта.
По окончании боевых действий в Заполярье в боях не участвовал.

## Подчинение
По-видимому, в период с июня по декабрь 1944 года входил в состав одной из авиационных дивизий, действовавших в составе 7-й воздушной армии.
| Дата            | Фронт (округ)            | Армия               | Корпус | Дивизия | Примечания |
| --------------- | ------------------------ | ------------------- | ------ | ------- | ---------- |
| 01.01.1942 года | Московский военный округ | -                   | -      | -       | -          |
| 01.02.1942 года | Резерв Ставки ВГК        | -                   | -      | -       | -          |
| 01.03.1942 года | Резерв Ставки ВГК        | -                   | -      | -       | -          |
| 01.04.1942 года | Карельский фронт         | 14-я армия          | -      | -       | -          |
| 01.05.1942 года | Карельский фронт         | 26-я армия          | -      | -       | -          |
| 01.06.1942 года | Карельский фронт         | -                   | -      | -       | -          |
| 01.07.1942 года | Карельский фронт         | -                   | -      | -       | -          |
| 01.08.1942 года | Карельский фронт         | -                   | -      | -       | -          |
| 01.09.1942 года | Карельский фронт         | -                   | -      | -       | -          |
| 01.10.1942 года | Карельский фронт         | -                   | -      | -       | -          |
| 01.11.1942 года | Карельский фронт         | -                   | -      | -       | -          |
| 01.12.1942 года | Карельский фронт         | 7-я воздушная армия | -      | -       | -          |
| 01.01.1943 года | Карельский фронт         | 7-я воздушная армия | -      | -       | -          |
| 01.02.1943 года | Карельский фронт         | 7-я воздушная армия | -      | -       | -          |
| 01.03.1943 года | Карельский фронт         | 7-я воздушная армия | -      | -       | -          |
| 01.04.1943 года | Карельский фронт         | 7-я воздушная армия | -      | -       | -          |
| 01.05.1943 года | Карельский фронт         | 7-я воздушная армия | -      | -       | -          |
| 01.06.1943 года | Карельский фронт         | 7-я воздушная армия | -      | -       | -          |
| 01.07.1943 года | Карельский фронт         | 7-я воздушная армия | -      | -       | -          |
| 01.08.1943 года | Карельский фронт         | 7-я воздушная армия | -      | -       | -          |
| 01.09.1943 года | Карельский фронт         | 7-я воздушная армия | -      | -       | -          |
| 01.10.1943 года | Карельский фронт         | 7-я воздушная армия | -      | -       | -          |
| 01.11.1943 года | Карельский фронт         | 7-я воздушная армия | -      | -       | -          |
| 01.12.1943 года | Карельский фронт         | 7-я воздушная армия | -      | -       | -          |
| 01.01.1944 года | Карельский фронт         | 7-я воздушная армия | -      | -       | -          |
| 01.02.1944 года | Карельский фронт         | 7-я воздушная армия | -      | -       | -          |
| 01.03.1944 года | Карельский фронт         | 7-я воздушная армия | -      | -       | -          |
| 01.04.1944 года | Карельский фронт         | 7-я воздушная армия | -      | -       | -          |
| 01.05.1944 года | Карельский фронт         | 7-я воздушная армия | -      | -       | -          |
| 01.06.1944 года | Карельский фронт         | 7-я воздушная армия | -      | ?       | -          |
| 01.07.1944 года | Карельский фронт         | 7-я воздушная армия | -      | ?       | -          |
| 01.08.1944 года | Карельский фронт         | 7-я воздушная армия | -      | ?       | -          |
| 01.09.1944 года | Карельский фронт         | 7-я воздушная армия | -      | ?       | -          |
| 01.10.1944 года | Карельский фронт         | 7-я воздушная армия | -      | ?       | -          |
| 01.11.1944 года | Карельский фронт         | 7-я воздушная армия | -      | ?       | -          |
| 01.12.1944 года | Резерв Ставки ВГК        | 7-я воздушная армия | -      | ?       | -          |
| 01.01.1945 года | Резерв Ставки ВГК        | 7-я воздушная армия | -      | -       | -          |
| 01.02.1945 года | Резерв Ставки ВГК        | 7-я воздушная армия | -      | -       | -          |
| 01.03.1945 года | Резерв Ставки ВГК        | 7-я воздушная армия | -      | -       | -          |
| 01.04.1945 года | Резерв Ставки ВГК        | 7-я воздушная армия | -      | -       | -          |
| 01.05.1945 года | Резерв Ставки ВГК        | 7-я воздушная армия | -      | -       | -          |

## Командиры
- майор Яблочников Александр Иосифович

## Управление полка
Штурман полка:
- капитан Кваченков Георгий Иванович
- майор Тараканов Николай Иванович

## Отличившиеся лётчики полка
- Таратайко Николай Михайлович, старший сержант, стрелок-бомбардир 2-го звена 1-й эскадрильи полка. Приказ Военного Совета Карельского фронта №329 от 23.06.1942 г.